# Nivel operacional de la guerra

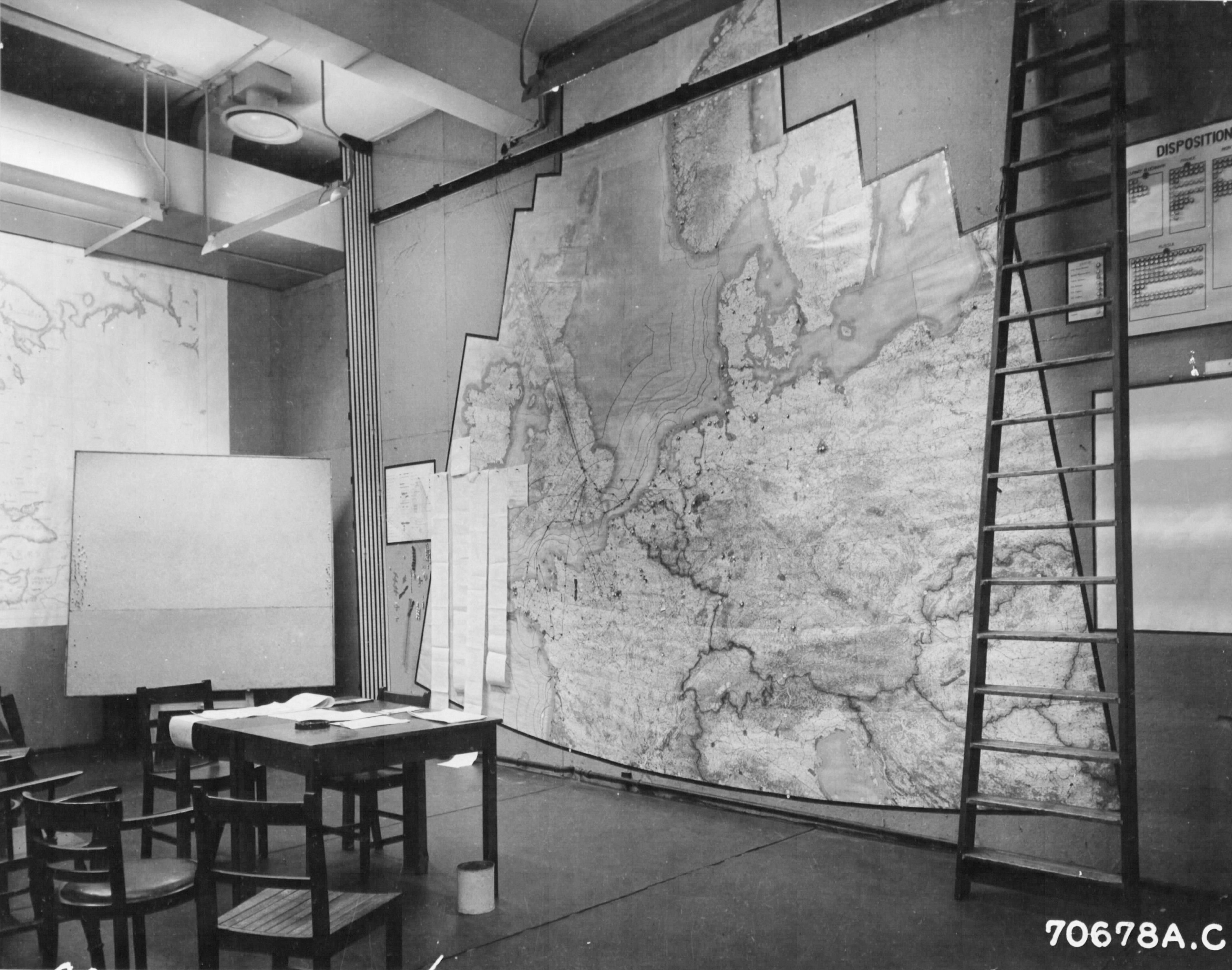
Mapa de planificación operacional durante la Segunda Guerra Mundial en la sala de guerra de la Primera División Aérea, Brampton Grange.

En el campo de la doctrina militar, el nivel operacional de la guerra (también llamado arte operacional, derivado del ruso: оперативное искусство, o guerra operacional) representa el nivel de mando que conecta los detalles de las tácticas empleadas en la guerra con los objetivos de la estrategia militar.
El concepto de niveles de guerra tiene una larga historia, empezando por Carl von Clausewitz, que identificó dos niveles: estrategia y táctica. Aleksandr Svechín, un oficial del Ejército Rojo soviético de la década de 1920, propuso por primera vez el concepto de un nivel operativo de guerra. Sin embargo, el Ejército de Estados Unidos no adoptó el nivel operativo de guerra como doctrina hasta 1982. La doctrina actual del ejército de Estados Unidos establece que:
Los tres niveles de guerra -estratégico, operacional y táctico- vinculan las acciones tácticas a la consecución de los objetivos nacionales. No existen límites finitos entre estos niveles, pero ayudan a los mandos a diseñar y sincronizar las operaciones, asignar recursos y asignar tareas al mando apropiado. La finalidad estratégica, operacional o táctica del empleo depende de la naturaleza del objetivo, misión o tarea. El nivel operacional de la guerra se encuentra en el medio entre el nivel más bajo de táctica, que consiste en organizar y emplear fuerzas de combate en o cerca del campo de batalla, y el más alto nivel de estrategia, que involucra aspectos de operaciones de teatro de alto nivel y de largo plazo y el liderazgo del gobierno.
La Unión Soviética fue el primer país en distinguir oficialmente este tercer nivel de pensamiento militar, cuando se introdujo como parte de la teoría militar de operaciones profundas que sus fuerzas armadas desarrollaron durante las décadas de 1920 y 1930 y se utilizaron durante la Segunda Guerra Mundial.
En la doctrina militar de EE. UU., el arte operacional es definido como "el enfoque cognitivo de los comandantes y el estado mayor [---] para desarrollar estrategias, campañas y operaciones para organizar y emplear fuerzas militares integrando fines, formas y medios ". El nivel operacional correlaciona las necesidades políticas y el poder militar. El arte operacional se define por su alcance político-militar, no por el tamaño de la fuerza, la escala de operaciones o el grado de esfuerzo.
El nivel operacional de la guerra se ocupa de cuatro elementos esenciales: tiempo, espacio, medios y propósito. A través de medios como la dirección de tropas y la asignación de recursos, el arte operacional tiene como objetivo lograr objetivos políticos al producir una generación y aplicación óptimas de poder militar. Por ejemplo, se pueden generar propuestas sobre cuando y dónde construir estructuras defensivas, cuántas, de qué tipo y tripuladas por cuántas tropas; una propuesta puede ser aceptada por los líderes relevantes o reelaborada de acuerdo con sus comentarios. Durante el siglo XX, el campo de la investigación de operaciones floreció como resultado de los esfuerzos militares para mejorar la logística y la toma de decisiones.

## Antecedentes
Durante el siglo XVIII y principios del XIX, el término sinónimo de grandes tácticas  se usó a menudo para describir las maniobras de tropas que no estaban involucradas tácticamente, mientras que a fines del siglo XIX hasta la Primera Guerra Mundial y durante la Segunda Guerra Mundial, algunos comentaristas militares utilizaron el término estrategia menor. La confusión sobre la terminología surgió en las publicaciones militares profesionales, que buscaban identificar "... matices de significado ligeramente diferentes, como tácticas, tácticas principales, tácticas menores, gran estrategia, estrategia mayor y estrategia menor ". El término no se usó ampliamente en los Estados Unidos o Gran Bretaña antes de 1980-1981, cuando se discutió mucho y comenzó a ingresar a doctrinas militares y cursos de entrenamiento de oficiales de combate.

## Concepto y método

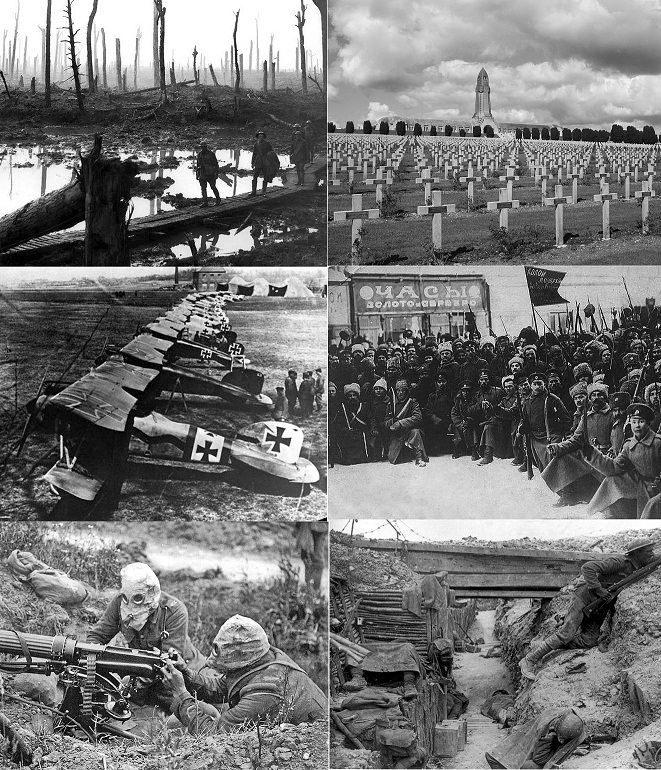
Durante la Primera Guerra Mundial, el ejército alemán demostró ser capaz de aplicar principios de nivel operacional primero en el Frente Occidental y luego en Isonzo.

Los pensadores militares occidentales, en particular los del Ejército británico, empezaron a considerar el concepto en la década de 1980 y poco a poco fue ganando aceptación: 96–136 . Se popularizó en parte por su uso en juegos de guerra y juegos de ordenador: 17 .
En otras palabras, en el siglo XX, los teóricos militares denominaban batalla operativa a una acción militar que tiene lugar a una escala superior a aquella en la que importan la línea de visión y el momento del día en que se lleva a cabo la acción, pero aún por debajo del nivel de estrategia, donde juega un papel relevante la capacidad productiva de la nación y la diplomacia. Las unidades militares terrestres se consideran unidades operativas si son capaces de llevar a cabo una acción operativa sin ayuda exterior y tienen un tamaño suficiente para maniobrar directamente o influir en el procedimiento de toma de decisiones del enemigo en el nivel estratégico de una campaña militar o incluso de una guerra.
El método de llevar a cabo acciones a nivel operativo fue puesto en práctica inicialmente por el general ruso  Aleksej Alekseevič Brusilov en el verano de 1916, pero el ejército alemán demostró ser capaz de aplicar sus principios primero en el Frente Occidental y luego en el Isonzo durante la Primera Guerra Mundial. Se desarrolló en las décadas de 1920 y 1930 en cooperación entre los alemanes y los soviéticos en el campo de entrenamiento conjunto de Kazán'. En el transcurso de esos años, el mariscal Tujachevski desarrolló el concepto como base del nuevo manual de empleo de las unidades acorazadas del Ejército Rojo. El concepto evolucionó en el transcurso de la Segunda Guerra Mundial a través de diversas pruebas y aplicaciones prácticas tanto por parte de la Wehrmacht como del Ejército Rojo durante las acciones en el Frente oriental.
Lo que constituye el nivel operativo cambió con el tamaño y las funciones de los ejércitos. Durante la Segunda Guerra Mundial, una unidad de nivel operativo era normalmente un cuerpo de ejército o un ejército. Al aumentar la capacidad operativa (poder de combate) de las unidades durante la Guerra Fría, este nivel se transfirió inicialmente a divisiones acorazadas. Tras la Guerra Fría, la capacidad operativa de formaciones relativamente pequeñas aumentó hasta alcanzar el nivel que tenían en el pasado formaciones más grandes, en el Ejército de EE.UU. y otras fuerzas armadas, la brigada (compuesta por aproximadamente 6000 hombres) se considera actualmente una unidad de nivel operativo, que sustituye a la división.

## Uso en la guerra
El arte operacional comprende cuatro elementos esenciales: tiempo, espacio, medios y propósito. Cada elemento se encuentra en mayor complejidad a nivel operativo que a nivel táctico o estratégico. Aunque se puede ganar mucho examinando los cuatro elementos de forma independiente, es sólo cuando se analizan juntos que el arte operacional revela su intrincado tejido.
El desafío del arte operacional es establecer un equilibrio de cuatro elementos que permita la generación y aplicación óptima del poder militar para lograr el objetivo político. Comprender las interrelaciones que determinan cuando se deben hacer las acciones (el tiempo), donde es preciso realizar las acciones (el espacio), que tropas y equipo militar es preciso contar para llevar a cabo los planes (los medios) y cual es el objetivo que se persigue conseguir con la acción (el propósito) como un todo requiere una gran habilidad para organizar, sopesar y visualizar numerosos factores complejos, a menudo contradictorios. Estos factores a menudo existen durante períodos prolongados, a grandes distancias y con mezclas cambiantes de actores, sistemas y creencias, que persiguen objetivos políticos que pueden o no ser claros, convincentes o establecidos. Los factores agravantes, como las acciones del oponente, crean más ambigüedad.

### Análisis de la misión
El estratega a nivel operativo dispone de varias herramientas para enmarcar y guiar su pensamiento, pero las principales son el análisis de la misión y el estado final. El análisis de la misión responde a la pregunta "¿Qué se debe lograr?" A través del análisis de la misión, el planificador a nivel operacional fusiona propósitos políticos y objetivos militares. Al hacerlo, el planificador determina qué aplicación de la fuerza militar creará poder militar para lograr el propósito político. Los procesos subordinados aquí incluyen la definición de objetivos y centros de gravedad, pero la dependencia excesiva de los mecanismos analíticos puede crear una falsa seguridad. La prueba final premia el éxito, no la calidad del argumento. Por el contrario, el planificador no puede esperar "sentir" el camino hacia la victoria; la complejidad exige una integración de pensamiento y esfuerzo.

### Estado final
El estado final responde a la pregunta "¿Qué constituirá el éxito?" El estado final de la campaña no es simplemente un statu quo deseado del objetivo militar. También establece una piedra de toque para los niveles táctico, operativo y estratégico. El estado final manifiesta los resultados previstos del poder militar y expone cualquier limitación. De hecho, un estado final alcanzable puede requerir el empleo de elementos no militares del poder nacional. Como tal, reconoce que el poder militar por sí solo puede no ser capaz de lograr el éxito político.

## Habilidades requeridas
Una estrategia a nivel operativo debe inventariar y sopesar continuamente el tiempo, el espacio, los medios y el propósito, extrapolando de ellos los resultados y la probabilidad. Para lograr esto, los profesionales necesitan tanto habilidad como teoría, experiencia y conocimiento. En el nivel operativo, las habilidades y la experiencia deben desarrollarse generalmente de manera indirecta, a través de entrenamiento formal, historia militar y prácticas en el mundo real.
El éxito en el nivel táctico no es garantía de éxito en el nivel operativo: el dominio del arte operativo exige habilidades estratégicas. Sin una base sólida en la teoría y la aplicación del arte operacional, un estratega exitoso tiene pocas esperanzas de dar el salto exigente de la táctica. El estratega a nivel operativo debe ver clara y ampliamente desde la trinchera hasta los pasillos de la autoridad nacional o de la coalición. Deben ser conscientes de la plausibilidad y coherencia de los objetivos estratégicos, la voluntad nacional y los actores que los deciden. El arte operacional exitoso traza un camino claro e ininterrumpido desde los esfuerzos del soldado individual hasta los objetivos del estado o de la coalición.

## Papel en la historiografía
Si bien el corpus emergente de arte operacional y el establecimiento de un nivel de guerra específicamente operacional son relativamente nuevos, en la práctica el arte operacional ha existido a lo largo de la historia: v–vii . Los pueblos y los comandantes han perseguido durante mucho tiempo objetivos políticos a través de acciones militares, y se puede examinar las campañas militares de cualquier período desde la perspectiva del arte operacional. Las escuelas de pensamiento actuales sobre el arte operacional comparten la visión fundamental de que el éxito militar sólo puede medirse en la consecución de objetivos político-estratégicos, y así los historiadores pueden analizar cualquier guerra en términos de arte operacional.
En el caso del análisis de la Segunda Guerra Mundial, la Wehrmacht no utilizó el nivel operacional como un concepto doctrinal formal durante las campañas de 1939-1945. Si bien el personal dentro de las fuerzas militares alemanas conocía el arte operacional, la conciencia y la práctica se limitaban principalmente a los oficiales entrenados en el estado mayor. Sin embargo, la naturaleza del arte operacional significa que examinar una campaña militar u operación contra fines políticos es válido independientemente de la doctrina o estructuras del período. Así, los elementos del arte operacional —tiempo, espacio, medios y propósito— pueden iluminar pensamientos y acciones de cualquier época, independientemente de la doctrina o estructura contemporánea imperante.

## Ejemplos

### Rendición de Ulm en 1805
La rendición del general Karl Mack en la Batalla de Ulm (20 de octubre de 1805) ante las tropas de Napoleón es una ilustración del arte operativo porque es una victoria sin batalla. Este resultado se logró antes del nivel táctico, que es el nivel de combate. En este caso ejemplar, el arte operativo se divide en cuatro áreas clave -movilidad, logística, información y moral- que tienen consecuencias indirectas sobre la fuerza de ataque austriaca. Estas cuatro "áreas de superioridad" se influyen mutuamente.
Superioridad de movimientos: la velocidad -excepcional para la época- del Grande Armée le permitió flanquear y rodear rápidamente al ejército austriaco de Mack. También fue posible crear un excedente ofensivo en un punto concreto del teatro de operaciones. Veremos que esta velocidad también tiene consecuencias lógicas en todos los demás ámbitos.
Superioridad logística: gracias a su movilidad, Napoleón intercepta las líneas logísticas contrarias para "cortar" los suministros de Mack. Por supuesto, los austriacos aún podían luchar (y lo harían) confiando en sus propias reservas, pero a largo plazo estaban materialmente condenados.
Superioridad intelectual: Napoleón ya era muy quisquilloso con la confidencialidad de sus operaciones y privó a Mack de información fiable sobre los franceses porque esta información quedaba rápidamente obsoleta: los cuerpos franceses cambiaban de posición con demasiada rapidez. Todo esto mantiene una "niebla de guerra" en la mente del estado mayor austriaco, que además se ve acentuada por la campaña de intoxicación de un infiltrado, Schulmeister. Además, el hecho de tener cada vez más caminos cortados por su adversario deja al austriaco con menos opciones intelectuales -o libertad de movimientos- que Napoleón.
Superioridad moral: es una consecuencia de todo lo anterior. Saberse cortado tiene un efecto desmoralizador. Saber que tu adversario sabe más de ti que tú de él también tiene un efecto moralmente deplorable. Por último, saber que es imposible escapar del adversario sin tener que luchar abriéndose paso a la fuerza (reduciendo la libertad de movimientos), tiene el mismo efecto moral. Todo esto, in fine, reduce la pugnacidad y las ganas de luchar.
En resumen, Napoleón utilizó su velocidad para ganar superioridad logística y ascendencia intelectual sobre su oponente con el fin de colocarlo en un estado de inferioridad moral, y así aniquilar su fuerza de combate sin lucha.
El estratega estadounidense Herbert Rosinski señala, sin embargo, que tal "victoria sin batalla", como la de Napoleón en Ulm o la de Julio César en la campaña de Lérida, es muy excepcional en las antiguas condiciones de la guerra: la mayoría de las veces, ni siquiera una audaz maniobra operativa como la de Marlborough en 1704, trasladando su teatro de operaciones de los Países Bajos a Baviera, obvia la necesidad de librar una o más batallas. Además, hasta los avances en las comunicaciones rápidas en el SXIX, rara vez era posible coordinar los movimientos de los ejércitos a grandes distancias